# Burdick South Peak
Burdick South Peak är en bergstopp i Antarktis. Den ligger i Sydshetlandsöarna. Argentina, Chile och Storbritannien gör anspråk på området. Toppen på Burdick South Peak är 381 meter över havet.
Terrängen runt Burdick South Peak är kuperad åt nordväst, men åt sydost är den bergig. Trakten är glest befolkad. Närmaste befolkade plats är St. Kliment Ohridski Base, 4,8 kilometer väster om Burdick South Peak. 